# Departamento de Transporte de Dakota del Sur
El Departamento de Transporte de Dakota del Sur (en inglés: South Dakota Department of Transportation, SDDOT) es la agencia estatal gubernamental encargada en la construcción y mantenimiento de toda la infraestructura ferroviaria, carreteras estatales; así como sus autopistas federales, locales e interestatales, y transporte aéreo del estado de Dakota del Sur. La sede de la agencia se encuentra ubicada en Pierre, Dakota del Sur y su actual director es Darin Bergquist.